# Volley Lupi Santa Croce 2020-2021
Questa voce raccoglie le informazioni riguardanti la Volley Lupi Santa Croce nelle competizioni ufficiali della stagione 2020-2021.

## Organigramma societario
Area direttiva
- Presidente: Sergio Balsotti
- Vicepresidente: Alberto Lami

Area tecnica
- Allenatore: Paolo Montagnani
- Allenatore in seconda: Alessandro Pagliai
- Scout man: Matteo Morando
- Responsabile settore giovanile: Fausto Zingoni

Area comunicazione
- Ufficio stampa: Andrea Costanzo, Francesco Rossi
- Relazioni esterne: Andrea Landi
- Fotografo: Veronica Gentile

Area marketing
- Responsabile ufficio marketing: Alberto Lami

Area sanitaria
- Medico: Angelo Scaduto
- Preparatore atletico: Diego Alpi, Edoardo Ciabattini
- Fisioterapista: Alessandro Rocchini, Enrico Sergi

## Rosa
| N° | Nome                     | Ruolo | Data di nascita   | Squadra |
| -- | ------------------------ | ----- | ----------------- | ------- |
| 1  | Riccardo Copelli         | C     | 16 marzo 1996     | Italia  |
| 2  | Alessandro Sorgente      | L     | 4 dicembre 1993   | Italia  |
| 3  | Giovanni Sposato         | L     | 1º gennaio 2002   | Italia  |
| 5  | Matteo Mannucci          | O     | 8 agosto 2000     | Italia  |
| 6  | Francisco de Souza       | O     | 19 giugno 1990    | Brasile |
| 7  | Leonardo Colli           | S     | 15 marzo 1996     | Italia  |
| 8  | Leonardo Di Marco        | P     | 22 gennaio 2002   | Italia  |
| 9  | Alessandro Acquarone     | P     | 20 settembre 1999 | Italia  |
| 10 | Paolo Di Silvestre       | S     | 31 gennaio 1998   | Italia  |
| 11 | Lorenzo Caproni          | C     | 21 dicembre 2001  | Italia  |
| 13 | Francesco Turri Prosperi | S     | 13 giugno 2001    | Italia  |
| 14 | Niccolò Cappelletti      | S     | 25 ottobre 1996   | Italia  |
| 16 | Roberto Festi            | C     | 30 gennaio 1994   | Italia  |
| 16 | Andrea Dulfon            | S     | 14 dicembre 1996  | Italia  |
| 17 | Andrea Andreini          | L     | 26 maggio 1997    | Italia  |
| 18 | Gabriele Robbiati        | C     | 16 dicembre 1983  | Italia  |